# Юрьевское (Степуринское сельское поселение)
Юрьевское — деревня в Старицком районе Тверской области. Входит в состав Степуринского сельского поселения.

## География
Находится в южной части Тверской области на расстоянии приблизительно 6 км на юг по прямой от административного центра поселения деревни Степурино.

## История
Деревня была отмечена ещё на карте 1825 года. В 1859 году здесь (деревня Зубцовского уезда) было учтено 26 дворов, в 1941 году — 74.

## Население
Численность населения: 257 человек (1859 год), 83 (русские 89 %) в 2002 году, 72 в 2010.